# دودمان سی‌ام مصر
'دودمان سی‌ام مصر، که توسط مورخان به عنوان پنجمین دودمان مصر در دوران پایانی مصر باستان به‌شمار می‌رود، دودمانی پادشاهی در مصر باستان بود که از سال ۳۸۰ تا ۳۴۳ پیش از میلاد طول کشید. این دودمان در سال ۳۸۰ با سرنگونی نفارود دوم توسط نکتانبو یکم تأسیس شد و با حمله اردشیر سوم هخامنشی به مصر و فرار آخرین فرعون آن نکتانبو دوم، سقوط کرد. این دودمان، آخرین دودمان بومی مصر باستان بود. حتی می‌توان آن را آخرین حکومت بومی مصریان به‌شمار آورد؛ زیرا مصر تا انقلاب ۱۹۵۲ مصر تحت سلطه خاندان‌های حکومتی‌ایی بود که اصالتاً مصری نبودند.

## تاریخ
نکاتنبو یکم پس از سرنگون کردن نفارود دوم، کنترل تمام مصر را تا نوامبر سال ۳۸۰ پیش از میلاد بدست آورد و دودمان سی‌ام مصر را تشکیل داد. اما بیشتر دوران سلطنت نکاتنبو به دفاع از سلطنت خود مقابل هخامنشیان گذشت. او در جنگ‌های پلوپونزی گاهی از آتن و گاه از اسپارت حمایت می‌کرد. نکاتنبو در سال ۳۶۵ پیش از میلاد، فرزندش تئوس را شریک خود در امور سلطنت قرار داد و آن دو تا مرگ نکاتنبو در سال ۳۶۳ پیش از میلاد، مشترکاً سلطنت کردند. تئوس پس از رسیدن به سلطنت دست به لشکرکشی‌هایی به سوریه و فلسطین، که از ایالات شاهنشاهی هخامنشی بودند، زد. ولی هنگامی که موفقیت او نزدیک بود، توسط برادرش، تجااپیمو خلع شد.: 377  در هنگام لشکرکشی تئوس، تجااپیمو فرصت را غنیمت شمرده و از عدم محبوبیت فرعون تئوس در میان مردم، که به علت تحمیل مالیات‌های سنگین برای تأمین مالی لشکرکشی‌های خود ایجاد شده بود، استفاده کرد. او پسر خود به نام نختورهب را، که به عنوان یک فرمانده در سپاه تئوس بود، را نیز متقاعد کرد که علیه فرعون خود شورش کند. نقشه او موفقیت‌آمیز بود و در نتیجه آن پسرش نختورهب خود را به عنوان نکتانبو دوم فرعون مصر خواند. ارتش مصر نیز از نکاتنبو حمایت کرد و تئوس به ناچار به دربارهٔ شاهنشاه هخامنشی پناه برد.: 379 
در دوران نکتانبو دوم هخامنشیان، که مصر را ساتراپی خود می‌دانستند، بار دیگر تلاش‌های خود را برای فتح مصر آغاز کردند. در ده سال اول، نکتانبو از حمله مجدد ایرانیان فارغ شد، زیرا شاهنشاه هخامنشی، اردشیر سوم در پی تثبیت اقتدار خود در قلمروی هخامنشیان بود. سپس اردشیر در زمستان ۳۵۱/۳۵۰ پیش از میلاد به مصر حمله کرد اما این لشکرکشی موفقیت‌آمیز نبود. عواقب شکست او باعث شورش در قبرس، فنیقیه و کیلیکیه شد.: 379–380  با وجود حمایت نکتانبو از این شورش‌ها، اردشیر موفق به سرکوب این شورش‌ها شد و بار دیگر در سال ۳۴۳ پیش از میلاد به مصر حمله کرد. این تهاجم دوم موفقیت‌آمیز بود و نکتانبو مجبور شد به ممفیس عقب‌نشینی کند، اما در آنجا فهمید که سلطنت او از دست رفته‌است. پس از آن او به جنوب مصر، نوبه، گریخت. گمان می‌رود که نکاتنبو در دربار پادشاه ناستاسن پناه گرفته باشد. با این حال، نکاتنبو ممکن است موفق شده باشد به مدت ۲ سال دیگر حکومت مستقل خود را در جنوب مصر ادامه بدهد. براساس سندی کشف شده از ادفو که مربوط به سال هجدهم پادشاهی نکاتنبو دوم می‌شود.: 380–381 
با وجود اینکه فردی مصری به نام خباباش، که از حدود ۳۳۸ تا ۳۳۵ پیش از میلاد شورشی علیه هخامنشیان رهبری کرد، مدتی خود را فرعون مصر نامید، اما نکتانبو توسط مورخان به عنوان آخرین فرعون بومی مصر در نظر گرفته می‌شود. فرار او، به دوران مصر باستان مهر پایان زد.: 381 